# Yōko Akitani
Yōko Akitani (秋谷 陽子, Akitani Yōko), née le 28 janvier 1957 à Tokyo au Japon, est une actrice japonaise. En France, bien que son nom ne soit pas connu, elle a été rendue célèbre à la fin des années 1970 par son rôle de Eolia et de sa sœur Desmonia, plus connue sous le nom de Golem XIII, dans la série San Ku Kaï.